# Szybka Kolej Miejska w Warszawie
Die Szybka Kolej Miejska w Warszawie, kurz SKM Warszawa (deutsch wörtlich Stadtschnellbahn in Warschau) ist ein Schienenpersonennahverkehrssystem mit vier Linien im Großraum der polnischen Hauptstadt Warschau.

## Betreiber
Sämtliche Linien (S1, S2, S3 und S9) werden von der gleichnamigen Gesellschaft Szybka Kolej Miejska Sp.o.o. Warszawa (Stadtschnellbahn GmbH Warschau) betrieben. Die Linie S9 wurde bis Ende 2011 von Koleje Mazowieckie betrieben.

## Geschichte
Nach Anlage des Warschauer Durchmessertunnels (Tunel Średnicowy) wurde schon 1937 ein Stadtverkehr mit elektrischen Triebzügen aufgenommen. Bei seiner Wiederherstellung nach dem Zweiten Weltkrieg wurde der Durchmessertunnel zwar erweitert, aber ein attraktives innerstädtisches Verkehrsangebot kam nicht zustande. Man setzte auf den Bau einer U-Bahn, die allerdings in Form der Metro Warschau auch erst 1995 ihren Betrieb aufnahm. Die in Warschau nicht mehr benötigten Triebwagen gingen später an die Szybka Kolej Miejska w Trójmieście (Stadtschnellbahn der Dreistadt).

### Liniennetz

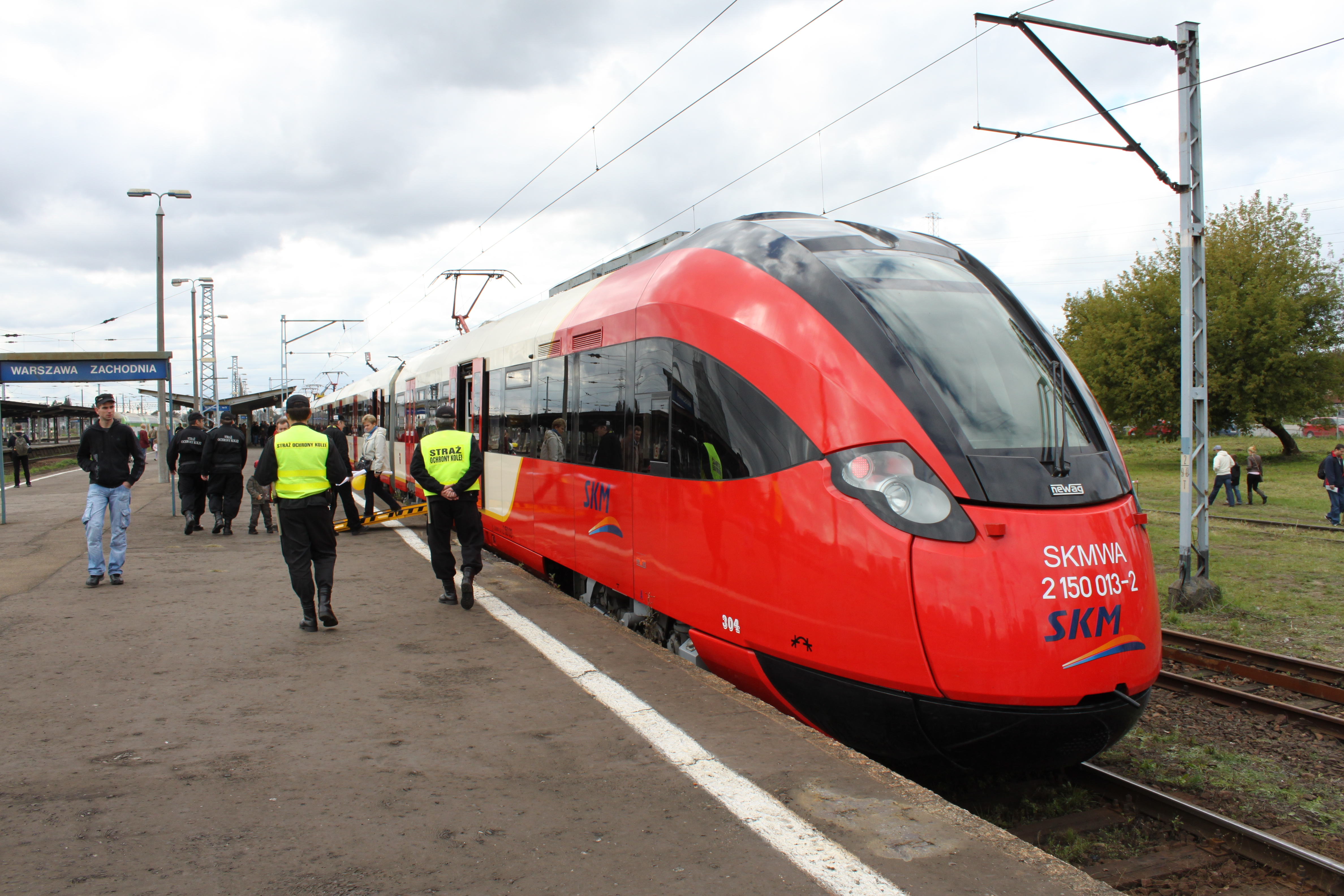
Fahrzeug Newag 19WE der SKM

Erst 2002 wurde die Entscheidung getroffen, in Warschau ein Schnellbahnnetz aufzubauen. Der Probebetrieb begann am 3. Oktober 2005 zwischen dem Warschauer Westbahnhof (Warszawa Zachodnia) und der Station Warszawa Falenica im äußersten Südosten der Stadt und endete am 1. Juli 2006 wegen Fahrgastmangels. Am gleichen Tag begann der Betrieb zwischen Sulejówek (einem östlichen Vorort Warschaus) und Pruszków südwestlich von Warschau und hält bis heute an. Diese Linie trägt die Nummer S2. Sie verkehrt etwa halbstündlich, ohne exakten 30-Minuten-Takt.
Am 15. März 2010 begann der Betrieb der zweiten Linie, die vom Danziger Bahnhof (Warszawa Gdańska) nach Norden über die Grenze der Hauptstadt hinaus durch die Gemeinde Jabłonna in die Stadt Legionowo führt, wo sie an der Station Legionowo Piaski endet. Die Linie trägt die Nummer S9.
Am 1. September 2010 ging die dritte Linie in Betrieb, mit der Nummer S1. Zunächst auf ganzer Länge östlich der Weichsel verbindet sie den Ostbahnhof (Warszawa Wschodnia) mit der Station Otwock in der gleichnamigen Stadt südöstlich von Warschau. Am 15. Dezember 2010 wurde sie bis zum Westbahnhof (Warszawa Zachodnia) verlängert, ab Juni 2011 soll die Bahn bis Pruszków fahren, womit sie dann westlich der Weichsel alle Stationen bedienen wird, die auch von der S2 bedient werden.
Am 1. Juni 2012 wurde die Anbindung an den Chopin-Flughafen vollzogen. Dazu wurde die S2 bis zum Flughafen verlängert und eine neue Linie S3 eingerichtet, die über den Warschauer Westbahnhof und entweder den Bahnhof Warschau Stadtmitte (als S3S) oder den Warschauer Zentralbahnhof über die Fernbahngleise der Durchmesserlinie (als S3C) bis zum Haltepunkt Legionowo Piaski führt.

## Fahrzeuge

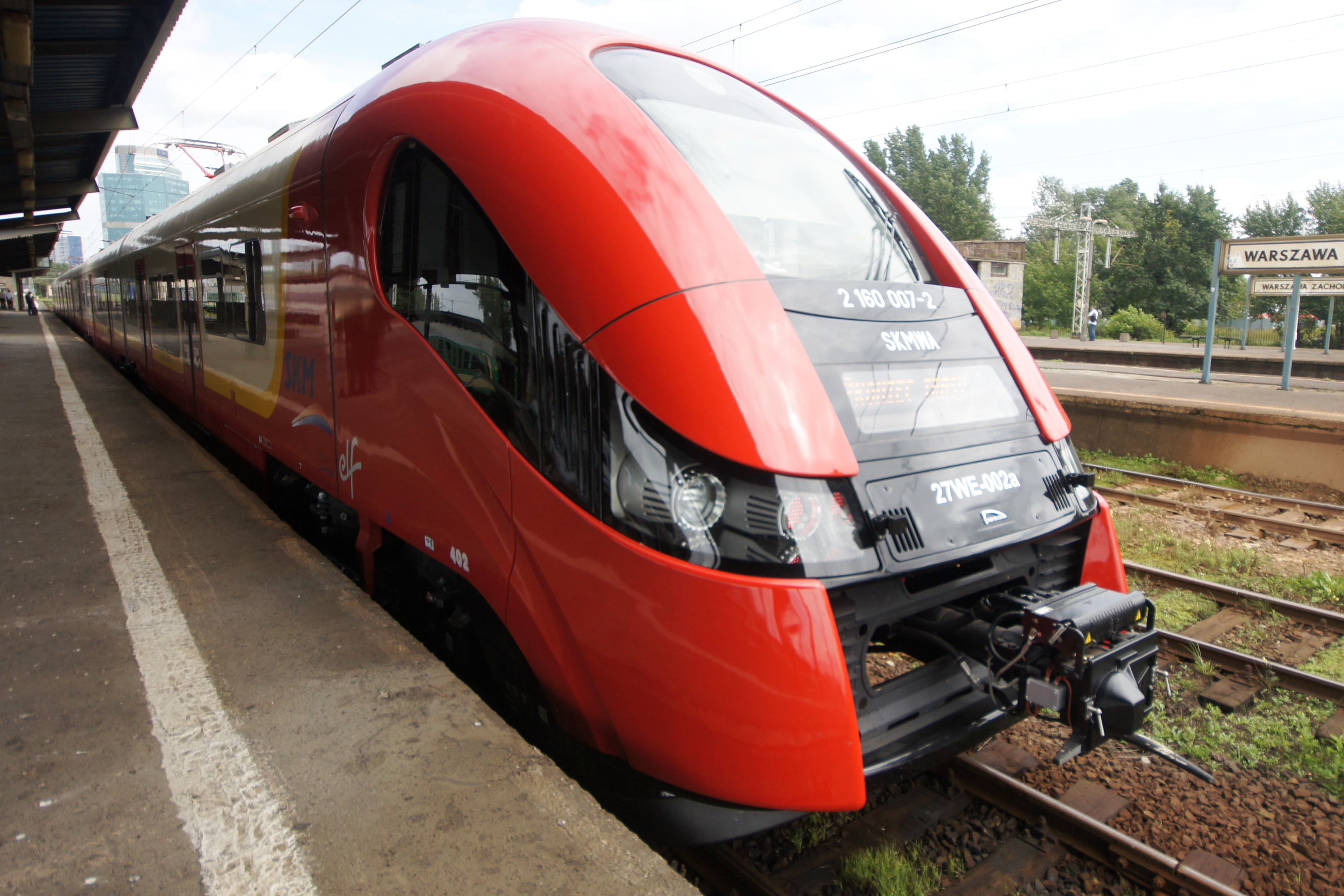
SKM-Baureihe 27WE

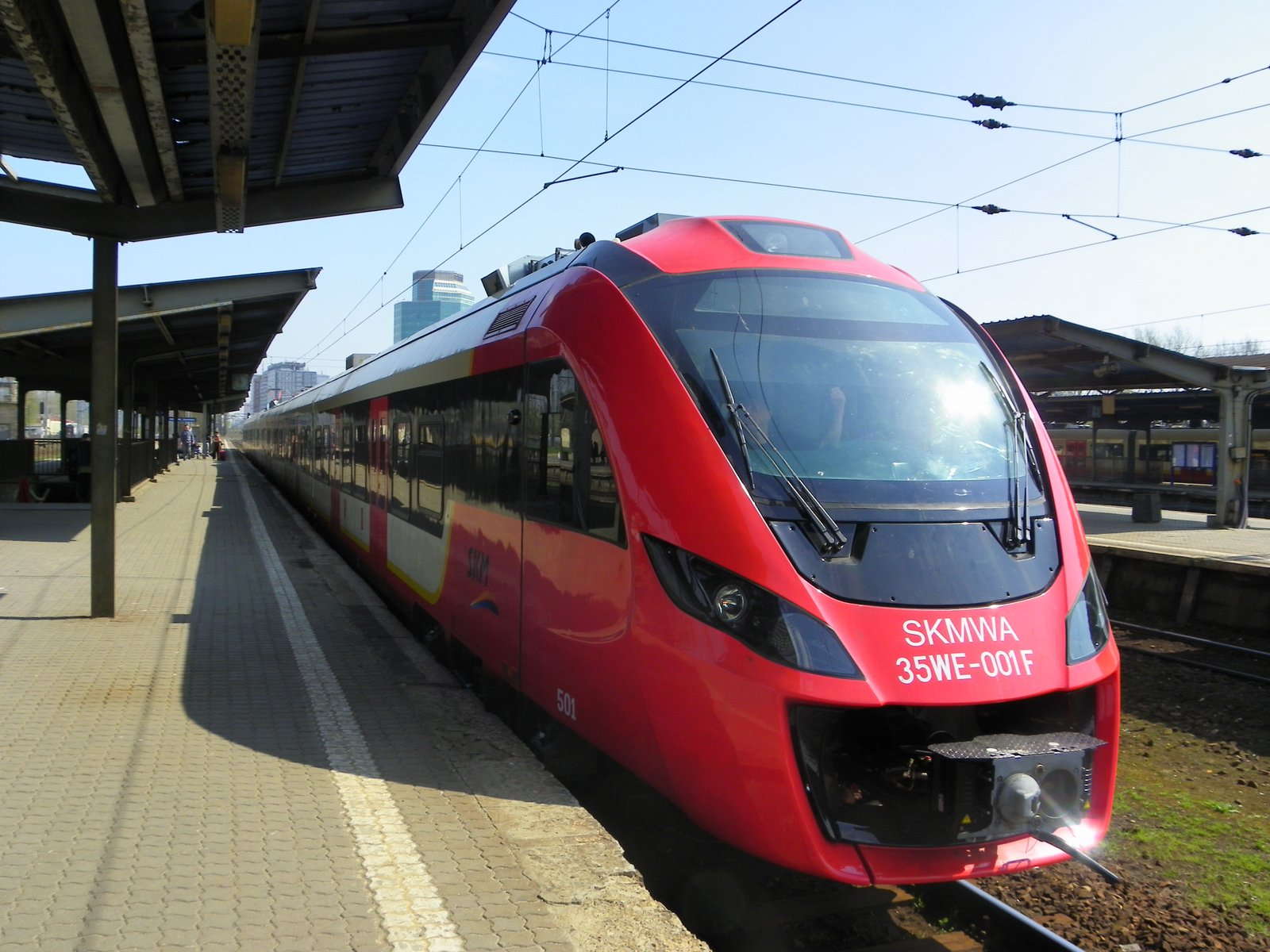
Newag Impuls

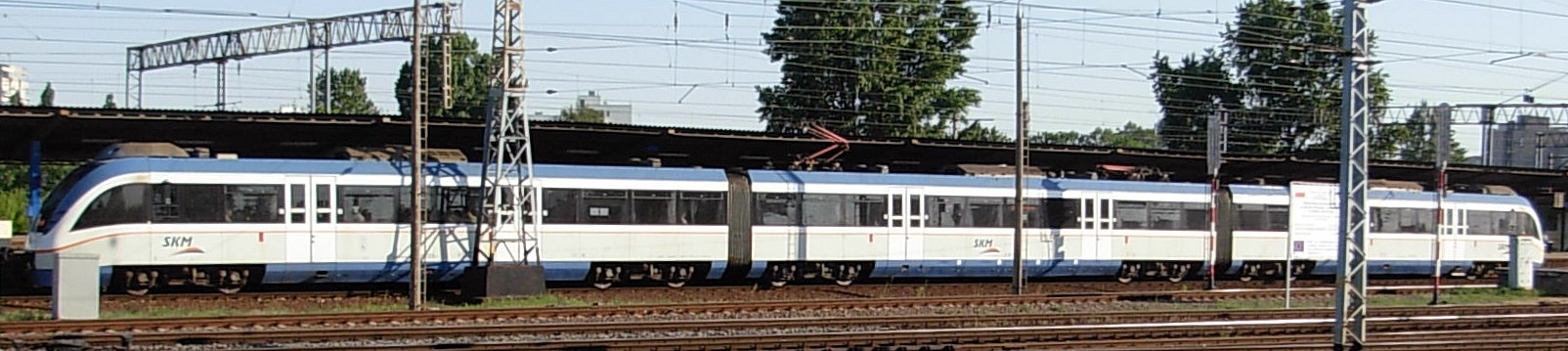
SKM-Baureihe 14WE

Eingesetzt werden Neubau-Triebwagen der Baureihen 27WE („Elf“) von PESA, 19WE und 35WE („Impuls“) des Herstellers Newag sowie aus EN57 umgebaute Fahrzeuge, die als Baureihe 14WE eingereiht sind.

## Ausbaupläne
Im Endausbau soll die SKM Warschau aus zehn Linien bestehen, die das weitläufige Schienennetz im Großraum Warschau intensiv nutzen sollen. Ein Zeitpunkt für die Fertigstellung wurde noch nicht bekannt gegeben.